# Alexander Rüstow (militar)
Alexander Rüstow (Brandenburg an der Havel, 13 de Outubro de 1824 — Horitz, 25 de Julho de 1866) foi um oficial e escritor militar prussiano, irmão de Friedrich Wilhelm Rüstow e de Cäsar Rüstow.

## Obras
- Küstenkrieg. Berlim, 1849.